# Peille
Peille (okzitanisch Pelha, italienisch Peglia) ist eine französische Gemeinde im Département Alpes-Maritimes in der Region Provence-Alpes-Côte d’Azur. Sie gehört zum Arrondissement Nizza und zum Kanton Contes. Die Bewohner nennen sich Peillois oder Peillasques.

## Geografie
Die Gemeinde liegt in den französischen Seealpen rund zehn Kilometer von La Turbie und 15 Kilometer von L’Escarène entfernt. Der Fluss Paillon bildet im Westen die Grenze zu Blausasc. Die weiteren Nachbargemeinden sind im Uhrzeigersinn L’Escarène, Touët-de-l’Escarène, Lucéram, Sospel, Castillon, Sainte-Agnès, Gorbio, Roquebrune-Cap-Martin, Beausoleil, La Turbie, La Trinité und Peillon. Die Gemeindegemarkung umfasst neben der Hauptsiedlung auch die Weiler La Grave de Peille, Saint-Martin de Peille, Saint-Siméon und Virounours.

### Verkehrsanbindung
Die Tendabahn verläuft das Flusstal entlang und bedient auch Peille. Außerdem führt die Départementsstraße D53 durch die Ortschaft. 

## Bevölkerungsentwicklung
| Jahr      | 1962 | 1968 | 1975 | 1982 | 1990 | 1999 | 2008 | 2012 |
| --------- | ---- | ---- | ---- | ---- | ---- | ---- | ---- | ---- |
| Einwohner | 976  | 1253 | 1291 | 1622 | 1836 | 2045 | 2289 | 2317 |

## Sehenswürdigkeiten
Siehe auch: Liste der Monuments historiques in Peille
- Kapelle Saint-Roch am westlichen Dorfeingang
- Kapelle Saint-Sébastien aus dem 13. Jahrhundert
- Kapelle-Saint-Joseph aus dem Jahr 1722
- Kapelle Saint-Siméon in Virounours, erbaut 1229
- romanische Kirche Sainte-Marie-de-l’Assomption, erbaut im 12. und 13. Jahrhundert
- Eromanische Brücke in Virounours
- Kunstmuseum
- Grotten

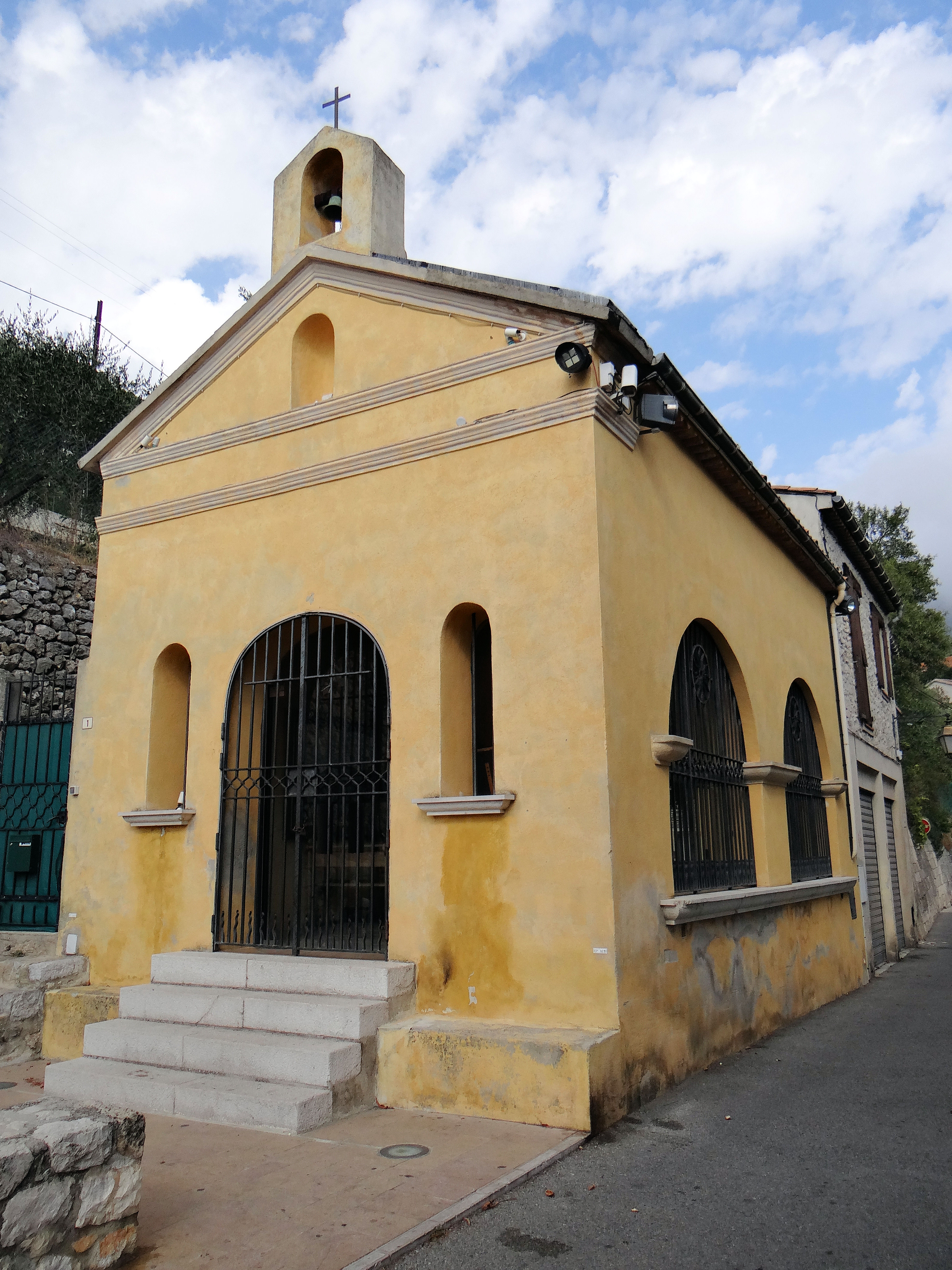
Kapelle Saint-Roch
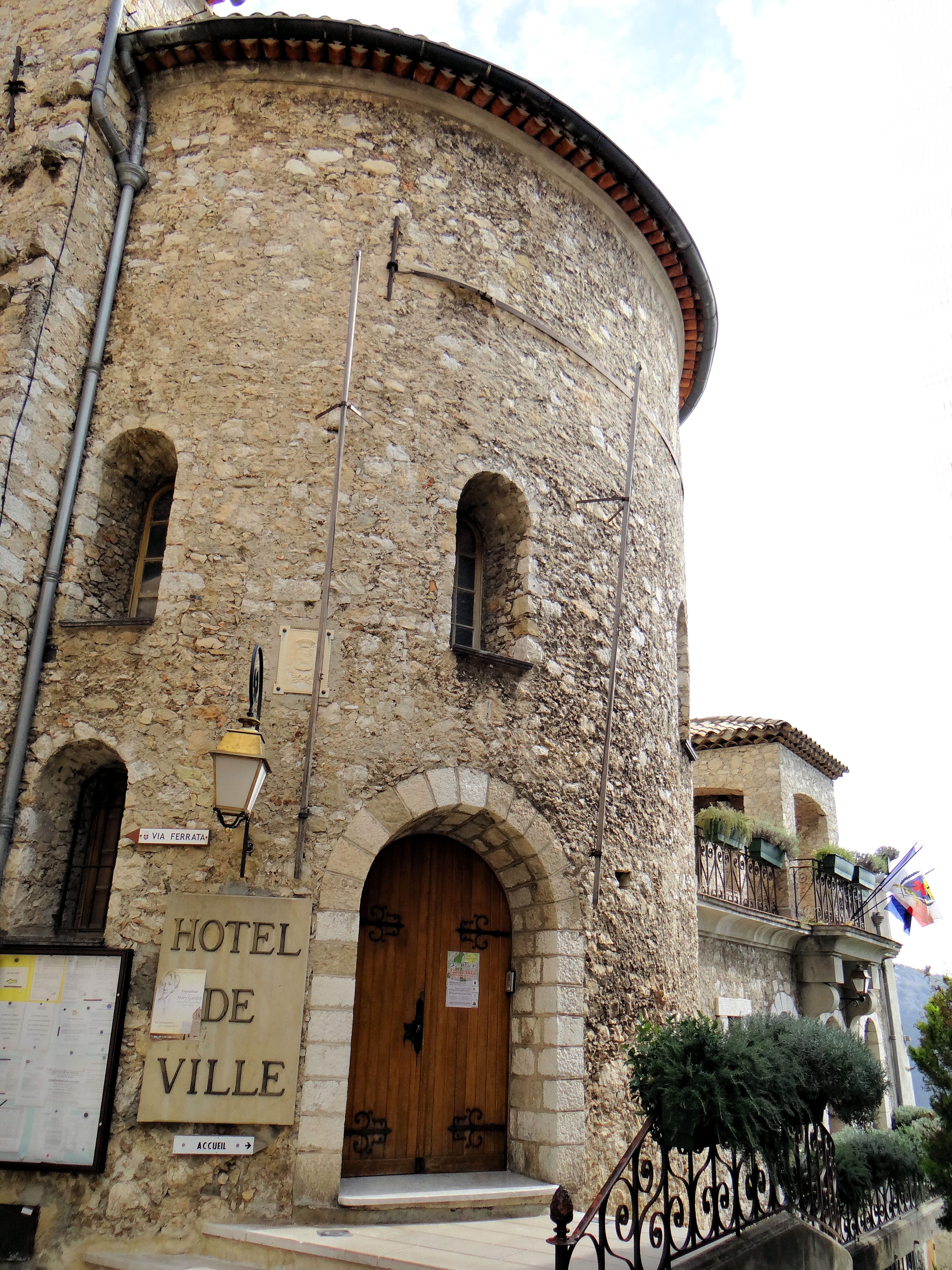
Mairie und ein Teil der Kapelle Saint-Sébastien
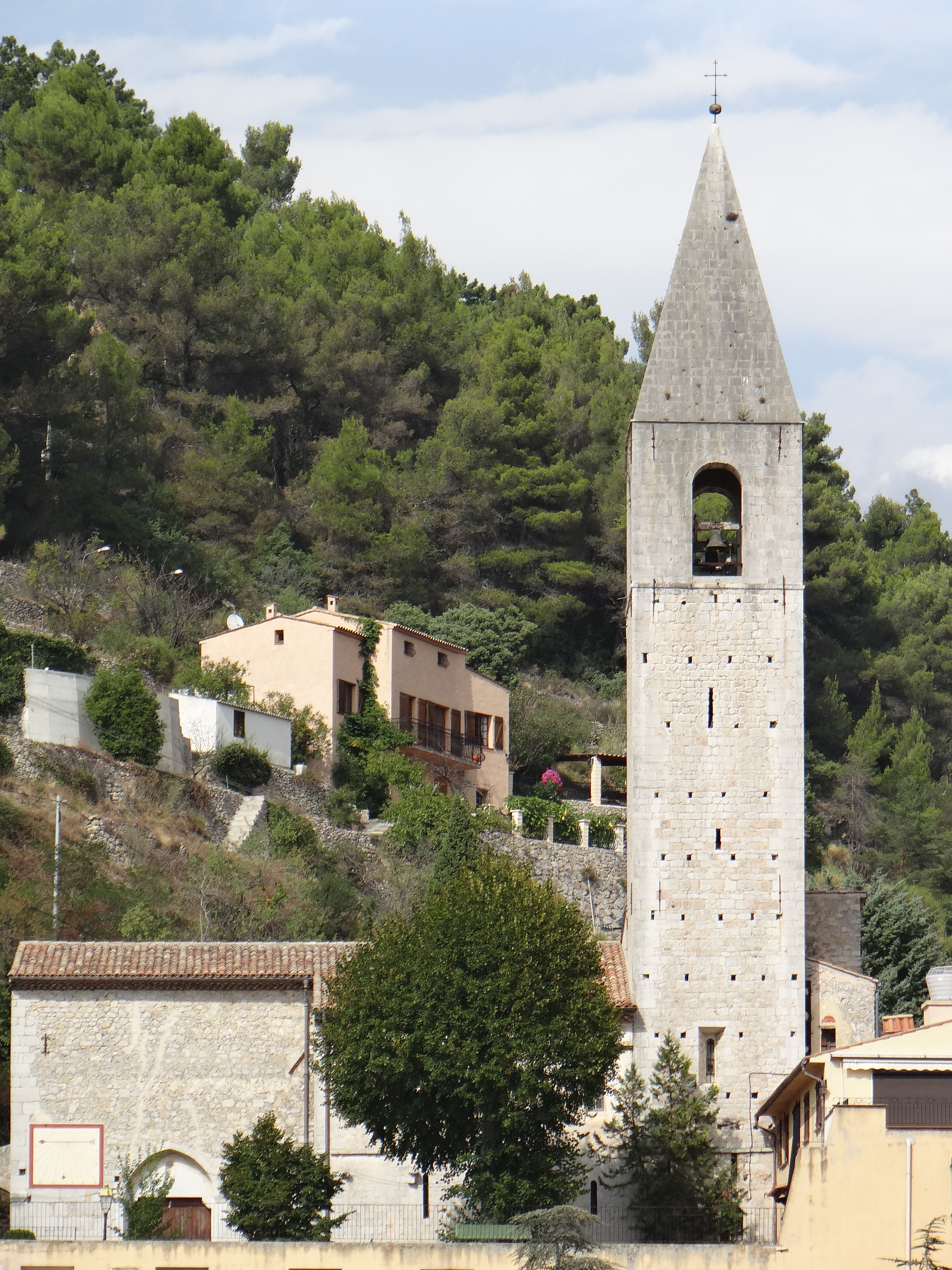
Kirche Sainte-Marie-de-l’Assomption
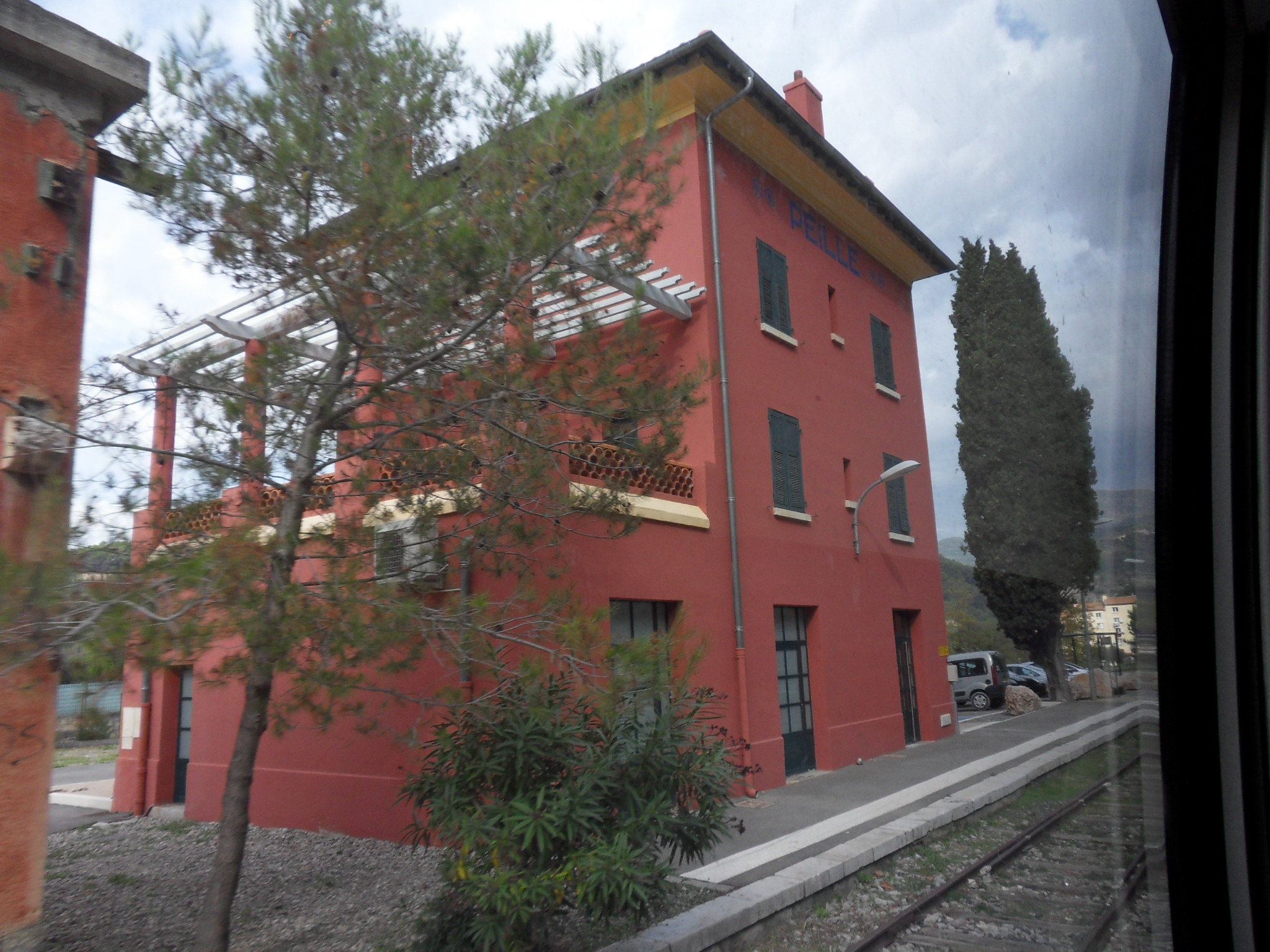
Bahnhof

## Regelmäßige Veranstaltungen
In Peille liegt regelmäßig der letzte Posten der Red Bull X-Alps, namentlich auf einer Anhöhe unter dem Mont Agel auf 43,75594°N und 7,41082°E⊙

## Persönlichkeiten
- Fabien Barel (* 1980), Mountainbike-Profi